# Riducente
In chimica, viene detta riducente una specie chimica in cui, durante una reazione di ossidoriduzione, la somma algebrica dei numeri di ossidazione di tutti i suoi atomi aumenta. Viene detta riduzione l'azione della specie riducente su un'altra specie, e quest'ultima viene detta ridotta.
La presenza di una specie riducente in una reazione chimica implica necessariamente anche la presenza di una specie ossidante; la reazione chimica che li coinvolge viene detta reazione redox. Durante tale reazione, una specie riducente subisce un'ossidazione, o in altre parole è ossidata.

## Esempi di riducenti
In generale, le specie riducenti possono essere suddivise nelle seguenti categorie:
- Metalli elettropositivi: tra cui litio, sodio, potassio, magnesio, calcio, bario, zinco, alluminio e ferro.
- Reagenti di trasferimento idrogeno: si tratta di composti che contengono lo ione H−, ossia NaH, NaBH4, LiH,[2] LiAlH4 e CaH2.
- Riducenti catalitici: principalmente H2 catalizzato con palladio, platino o nichel.

### Comuni agenti riducenti
- Tetraidroalluminato di litio (LiAlH4)
- Idrogeno nascente (atomico)
- Amalgama di sodio-mercurio
- Boroidruro di sodio (NaBH4)
- Composti contenenti lo ione Sn2+, come il cloruro stannoso
- Composti di solfiti
- Idrazina (riduzione di Wolff-Kishner)
- Amalgama di zinco-mercurio (Zn(Hg)) (riduzione di Clemmensen)
- Diisobutilalluminio idruro (DIBAH)
- Catalizzatore di Lindlar
- Acido ossalico (C2H2O4)
- Acido formico (HCOOH)
- Acido ascorbico  (C6H8O6)
- Fosfiti, ipofosfiti e acido fosforoso
- Ditiotreitolo (DTT) – usato nei laboratori di biochimica per evitare i legami S-S
- Composti contenenti lo ione Fe2+, come il solfato ferroso

### Vari agenti riducenti comuni e relativi prodotti
| Agente      | Prodotto                              |
| ----------- | ------------------------------------- |
| Idrogeno    | H+, H2O                               |
| NADH        | NAD+                                  |
| Metalli     | ioni metallici                        |
| Idrocarburi | CO2 (anidride carbonica), H2O (acqua) |

## Riducenti e ossidanti in una reazione redox
Per distinguere le due specie in una redox è sufficiente osservare la variazione del numero di ossidazione delle singole sostanze all'inizio e al termine della reazione.
Alcuni elementi e composti possono essere sia riducenti che ossidanti. Ad esempio, l'idrogeno si comporta da un agente riducente quando reagisce con i non metalli, mentre si comporta da agente ossidante quando reagisce con i metalli.
2 Li(s) + H2(g) → 2 LiH(s)
L'idrogeno si comporta da agente ossidante, mentre il litio è ossidato.
Semireazioni: 2 Li(s)0 → 2 Li(s)+ + 2 e−::::: H20(g) + 2 e− → 2 H−(g)
H2(g) + F2(g) → 2 HF(g)
L'idrogeno agisce come un agente riducente, mentre il fluoro è ridotto.
Semireazioni: H20(g) → 2 H+(g) + 2 e−:::::
F20(g) + 2 e− → 2 F−(g)

### Esempi

#### Corrosione
Gli agenti riducenti e ossidanti sono i responsabili della corrosione, che è la "degradazione dei metalli in conseguenza dell'attività elettrochimica". Affinché il processo di corrosione possa avere luogo, occorre che vi siano un anodo e un catodo. L'anodo è un elemento che perde elettroni (agente riducente), di conseguenza l'ossidazione avviene nell'anodo, mentre il catodo è un elemento che acquista elettroni (agente ossidante), di conseguenza la riduzione avviene nel catodo. La corrosione avviene ogni volta che vi è una differenza nel potenziale di ossidazione. Quando questa si determina il metallo dell'anodo comincia a deteriorarsi, poiché c'è un collegamento elettrico e la presenza di un elettrolita.

#### Formazione di acido fluoridrico
Si consideri come esempio la seguente reazione:
{\displaystyle \mathrm {H_{2}} +\mathrm {F_{2}} \longrightarrow \mathrm {2HF} }
In questo caso l'idrogeno passa dallo stato elementare (n.o. 0) ad un composto (l'acido fluoridrico) in cui ha n.o. +1. Viceversa il fluoro passa dallo stato elementare (n.o. 0) all'acido fluoridrico, con n.o. -1:
- L'idrogeno è la specie riducente, ha subito un'ossidazione e alla fine della reazione è ossidato a +1 (il numero di ossidazione aumenta)
- Il fluoro è la specie ossidante, ha subito una riduzione e alla fine della reazione è ridotto a -1 (il numero di ossidazione diminuisce).

#### Formazione di ossido di ferro(III)
Un altro esempio di reazione redox è la formazione di ossido di ferro(III);
4Fe + 3O2 → 2Fe23+O36-
Nell'equazione precedente, il ferro (Fe) ha un numero di ossidazione di 0 prima e di 3+ dopo la reazione. Per l'ossigeno (O) il numero di ossidazione iniziale era 0 ed è diminuito a 2−. Questi cambiamenti possono essere descritti come due "semireazioni" che avvengono contestualmente:
1. Semireazione di ossidazione: Fe0 → Fe3+ + 3e−
2. Semireazione di riduzione: O2 + 4e− → 2 O2−

Il ferro (Fe) è stato ossidato perché il numero di ossidazione è aumentato. Il ferro è l'agente riducente, mentre l'ossigeno (O2) è ridotto perché il numero di ossidazione è diminuito.

## Caratteristiche degli agenti riducenti
Un atomo con un nucleo atomico relativamente grande tende ad essere un migliore riducente. In questa specie, la distanza dal nucleo agli elettroni di valenza è così grande che questi elettroni non sono così strettamente attratti al nucleo rispetto ad altri. Questi elementi tendono ad essere agenti riducenti forti. I buoni agenti riducenti tendono ad essere composti da atomi con bassa elettronegatività (la capacità di un atomo o molecola per attrarre elettroni di legame) e da specie con una energie di ionizzazione relativamente piccole che servono anche come buoni agenti riducenti. "La misura della capacità posseduta da un materiale per ossidare o perdere elettroni è nota come il suo potenziale di ossidazione". La tabella sottostante mostra alcuni potenziali di riduzione che possono essere facilmente cambiati in potenziali di ossidazione semplicemente per l'inversione del loro segno. Gli agenti riducenti possono essere classificati in base alla loro crescente forza che va di pari passo ai potenziali di ossidazione. L'agente riducente è più forte quando ha un potenziale di ossidazione più positivo e risulta più debole quando ha un potenziale di ossidazione negativo. La seguente tabella fornisce i potenziali di riduzione dello specifico agente riducente alla temperatura di 25 °C.
| Agente ossidante    | Agente riducente | Potenziale di ossidoriduzione (V) |
| ------------------- | ---------------- | --------------------------------- |
| Li+ + e− =          | Li               | −3.04                             |
| Na+ + e− =          | Na               | −2.71                             |
| Mg2+ + 2e− =        | Mg               | −2.38                             |
| Al3+ + 3e− =        | Al               | −1.66                             |
| 2H2O(l) + 2e− =     | H2(g) + 2OH −    | −0.83                             |
| Cr3+ + 3e− =        | Cr               | −0.74                             |
| Fe2+ + 2e− =        | Fe               | −0.44                             |
| 2H+ + e− =          | H2               | 0.00                              |
| Sn4+ + 2e− =        | Sn2+             | +0.15                             |
| Cu2+ + e− =         | Cu+              | +0.16                             |
| Ag+ + e− =          | Ag               | +0.80                             |
| Br2 + 2e− =         | 2Br−             | +1.07                             |
| Cl2 + 2e− =         | 2Cl−             | +1.36                             |
| MnO4− + 8H+ + 5e− = | Mn2+ + 4H2O      | +1.49                             |

Per individuare qual è l'agente riducente più forte, è sufficiente cambiare il segno del suo rispettivo potenziale di riduzione per trasformarlo in potenziale di ossidazione. Più grande è il numero, più forte è l'agente riducente. Ad esempio, tra Na, Cr, Cu e Cl−, Na è la specie riducente più forte e Cl− è quella più debole.